# Geghasar
Geghasar (in armeno Գեղասար?) è un comune di 842 abitanti (2001) della Provincia di Lori in Armenia.